# ۲سی-تی اف ام
۲سی-تی اف ام (به انگلیسی: 2C-TFM) با فرمول شیمیایی C۱۱H۱۴F۳NO۲ یک ترکیب شیمیایی با شناسه پاب‌کم ۱۰۳۹۹۷۹۵ است. که جرم مولی آن ۲۴۹٫۲۳ g/mol می‌باشد. 